# ژان لوفور
ژان لوفِور (فرانسوی: Jean Lefebvre‎; ۳ اکتبر ۱۹۱۹ – ۹ ژوئیهٔ ۲۰۰۴) یک هنرپیشه اهل فرانسه بود.
از فیلم‌ها یا برنامه‌های تلویزیونی که وی در آن نقش داشته‌است می‌توان به بدکاران، دسته ژاندارم‌ها، ازدواج ژاندارم و ژاندارم در نیویورک اشاره کرد.